# Aelius Lampridius Cervinus
Elio Lampridio Cerva, en latín Aelius Lampridius Cervinus, en croata IlIja Crijević, (Ragusa, Dalmacia, 1463 - Dubrovnik, 15 de septiembre de 1520) fue un poeta, humanista y lexicógrafo croata.

## Biografía
Cerva, miembro de una de las familias patricias más importantes de Ragusa (familia de Cerva), recibió una excelente educación de niño de parte de su tío Stefano de Zamagna, embajador de la curia del papa Sixto IV, que se lo llevó con él a los trece años, educándole en los estudios clásicos. Cerva consigue entrar en el círculo poético de Pomponio Leto, y gracias a su primera composición, se laurea en la corona en Campodoglio. Es así que, como era lo usual en dicha época, latiniza su nombre a Aelius Lampridius Cervinus. Cerva se dedicó al estudio de la dramaturgia antigua. Vuelve a Ragusa e interviene en el gobierno local, a la muerte de su mujer, toma los hábitos y se autorecluye en la isla de Ombla (a pocos kilómetros de Ragusa), hasta su muerte.

## Obra
Estudioso del teatro, analizó las comedias de Plauto, completando a la edad de 17 años (1480) su Lexicón, un diccionario enciclopédico en latín de 429 páginas, regresando a su ciudad natal dos años después.
Su pasión humanista se refleja en el amplio uso que hizo del latín y su categórica negativa a usar la lengua vernácula en sus escritos. Su principal trabajo es la Epopeya de Epidauro, obra inacabada.